# Parahormius unicolor
Parahormius unicolor är en stekelart som beskrevs av Sergey A. Belokobylskij 1990. Parahormius unicolor ingår i släktet Parahormius och familjen bracksteklar. Inga underarter finns listade i Catalogue of Life.